# Powiatowe centrum pomocy rodzinie
Powiatowe centrum pomocy rodzinie (PCPR) – podstawowa samorządowa jednostka organizacyjna pomocy społecznej na szczeblu powiatowym. W miastach na prawie powiatu funkcje i zadania powiatowego centrum pomocy rodzinie może pełnić miejski ośrodek pomocy społecznej.

## W przeszłości
Powiatowe centra pomocy rodzinie zostały utworzone w 1998 roku w związku z reformą administracyjną, która wprowadziła decentralizację administracji publicznej w zakresie organizacji pomocy społecznej. Wraz z powołaniem do istnienia jednostek powiatu, powiatowe centra pomocy rodzinie miały być głównym realizatorem polityki społecznej państwa, jednak w praktyce działalność PCPR-ów sprowadziła się ostatecznie do przyznawania świadczeń.

## Zadania
Do głównych zadań PCPR-ów należy koordynowanie powiatowymi strategiami rozwiązywania problemów społecznych. Są jednostkami prowadzącymi dla domów dziecka, placówek pogotowia opiekuńczego, świetlic i klubów środowiskowych, ośrodków interwencji kryzysowej, ośrodków wsparcia i mieszkań chronionych. Ponadto, do katalogu zadań wypełnianych, należą także:
- konsultowanie trudnych problemów osób i rodzin,
- udzielanie pracownikom socjalnym i pracownikom organizacji pozarządowych porad z zakresu pomocy społecznej,
- zawieranie i rozwiązywanie umów cywilnoprawnych (na podstawie upoważnienia starosty) z rodzinami zastępczymi,
- współpraca z sądami w sprawach opieki rodzicielskiej,
- wspieranie starosty powiatowego w nadzorowaniu rodzin zastępczych,
- pomoc uchodźcom w usamodzielnieniu,
- organizacja i zapewnienie opieki w domach pomocy społecznej dla osób z zaburzeniami psychicznymi,
- udzielanie osobom niepełnosprawnym pożyczek na rozpoczęcie działalności gospodarczej,
- wspomaganie rodzin zastępczych, rodzin zdezorganizowanych oraz dotkniętych patologiami społecznymi[2].

## Podstawy prawne funkcjonowania PCPR-ów
Działania Powiatowego Centrum Pomocy Rodzinie opiera się na następujących podstawach prawnych:
a) Ustawa z dnia 12 marca 2004 roku o pomocy społecznej (Dz. U. t.j. z 2013 r., poz. 595),
b) Ustawa z dnia 19 sierpnia 1994 roku o ochronie zdrowia psychicznego (Dz. U. Nr 111, poz. 535 z późn. zm.),
c) Ustawy z dnia 5 czerwca 1998 r. o samorządzie powiatowym (Dz. U. t. j. z 2013 r., poz. 595),